# 喬利
喬利（英語：Chorley）是西北英格蘭蘭開夏郡的一座城鎮，是喬利區最大的城鎮，位於威根以北8.1英里（13），布莱克本西南10.8英里（17） ，博爾頓西北11英里（18），普雷斯顿以南12英里（19），曼徹斯特西北19.5英里（31）。2001年時，喬利有人口31,556人，在2011年增加到34,667人。

## 外部連結
- Chorley Borough Council（页面存档备份，存于）
- Chorley and District Natural History Society（页面存档备份，存于）
- Chorley Historical and Archaeological Society（页面存档备份，存于）
- 中的“喬利”
- Chorley at genuki.org（页面存档备份，存于）